# Mezigenerační a dobrovolnické centrum TOTEM

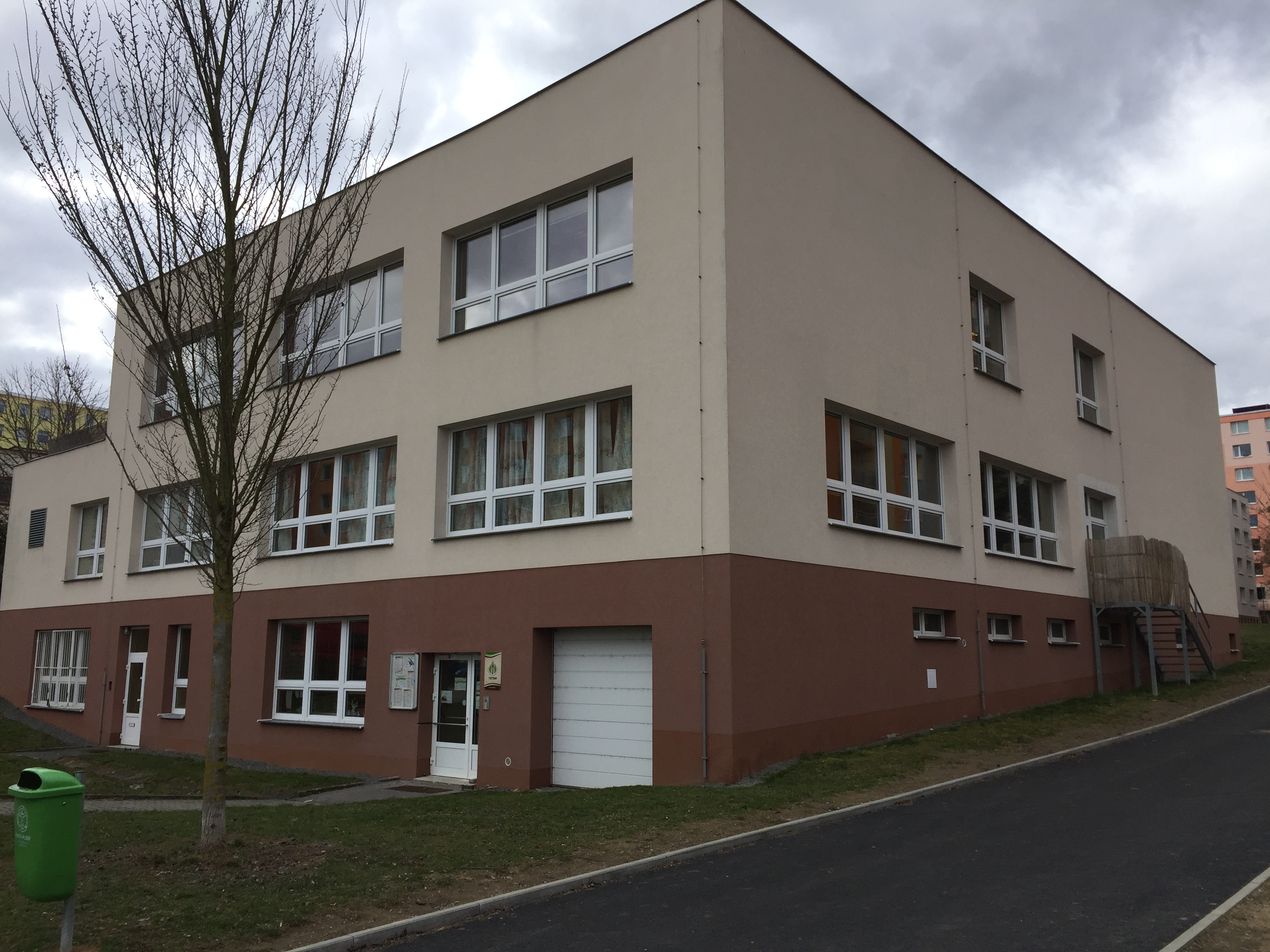
Hlavní budova Totemu

Mezigenerační a dobrovolnické centrum TOTEM je spolek, který se od svých počátků věnuje rozvoji myšlenky dobrovolnictví. Postupně podle potřeb regionu rozšiřoval svoje služby na sociální oblast a další programy. Cílem spolku je zprostředkování návaznosti vztahů napříč generacemi. Prolínají se v oblasti dobrovolnictví vytvářením podmínek pro dobrovolnickou činnost a šířením jeho myšlenek mezi veřejnost, v zapojování seniorů do rozvoje jejich duševní a fyzické síly, v podpoře jejich zájmu do dalšího učení a zapojení do společenského života prostřednictvím různých aktivit a projektů, terapeutické práce s nimi. Nabízí pomoc rodinám s dětmi při řešení jejich problémů v obtížné životní situaci. K dispozici všem generacím jsou výtvarné, hudební a pohybové aktivity, další vzdělávání a osobnostní rozvoj zajišťují kurzy, přednášky, besedy a aktivity pro relaxaci a odpočinek.

## Organizace
Činnost probíhá v hlavním centru v Plzni-Bolevci a ve dvou pobočkách v Plzni-Doubravce a Plzni-Nové Hospodě. Do budoucna se plánuje rozšíření do dalších čtvrtí města Plzně.